# لاس پالماس (تگزاس)
لاس پالماس (به انگلیسی: Las Palmas) یک منطقهٔ مسکونی در ایالات متحده آمریکا است که در شهرستان زاپاتا، تگزاس واقع شده‌است. لاس پالماس ۰٫۱۸ کیلومتر مربع مساحت و ۶۷ نفر جمعیت دارد و ۱۵۳٫۹۳ متر بالاتر از سطح دریا واقع شده‌است.